# Белый Яр (мясокомбинат)
ООО «Мясокомбинат Белый Яр» — мясоперерабатывающий завод в деревне Белый Яр Курганской области. Предприятие существовало в 1993—2015 годах. 16 мая 2019 года ликвидировано на основании определения арбитражного суда.
Слоган предприятия:.

## История
Общество с ограниченной ответственностью «Зауральская сельскохозяйственная корпорация» (ООО «ЗСК») зарегистрировано 12 апреля 1993 года. Учредителями предприятия стали бывшие руководители сельскохозяйственных предприятий Виктор Осипович Астафьев (был председателем колхоза «Родина» Кетовского района) и Александр Иванович Нетёсов. Астафьев стал генеральным директором, Нетесов — исполнительным. Первые годы деятельности предприятия главными кредиторами были сельскохозяйственные товаропроизводители, которые доверяли бывшим коллегам свою продукцию с отсрочкой платежа.
В 1996 году создана собственная производственная площадь в деревне Белый Яр Большечаусовского сельсовета Кетовского района Курганской области на базе маленького колбасного цеха производительностью 300 кг в сутки. Мясокомбинат «Белый Яр» стал одним из первых мясоперерабатывающих предприятий в Курганской области, открытым после распада Советского Союза.
Впоследствии, ООО «ЗСК» было переименовано в ООО «Мясокомбинат Белый Яр». Был построен мясоперерабатывающий комплекс общей площадью 6 600 м² производительностью 15 тонн в сутки. Закуплено импортное оборудование по производству колбасно-деликатесной и ливерно-паштетной продукции, замороженных полуфабрикатов. Уровень производства достиг 200 тонн продукции в месяц. На предприятии построена скотобойня, позволяющая продукция изготавливать продукцию из охлажденного мяса собственного забоя.
Водоснабжение предприятия осуществлялось с помощью автономных артезианских скважин, давление от 2,2 до 3 атм. Электроэнергией обеспечивала трансформаторная подстанция, количество трансформаторов — 2, установленная мощность — 2630 кВт.
На предприятии работали 130 человек.
8 января 1998 года зарегистрировано ООО «Белый Яр» ИНН 4510009537, занимавшееся обработкой кожи. С 1 марта 2004 года директором был Александр Иванович Нетёсов. 9 апреля 2012 года предприятие ликвидировано.
26 декабря 2007 года был открыт цех по производству мясных полуфабрикатов для выпуска пельменей, мантов, котлет.
ООО «Мясокомбинат Белый Яр» в 2013 году был одним из четырёх крупных мясоперерабатывающих предприятий, работающих в Курганской области.
8 апреля 2013 года мясокомбинат был куплен челябинским мясокомбинатом «Ромкор», собственниками стали Матвей Артемьевич Тарасенков (95 % долей) и Константин Валерьевич Епифанцев (5 %). Директором стал Александр Борисович Порубов. Новые собственники планировали построить свой свинокомплекс.
К февралю 2015 года мясокомбинат накопил задолженность по подоходному налогу в размере 1,5 млн рублей и не погашал её, объясняя это тяжелым финансовым положением.
В марте — апреле 2015 года производство было полностью остановлено, к середине апреля 2015 года на предприятии осталось 40 человек. По некоторым данным, новые собственники мясокомбината получили кредит в одном из банков. Поручителем выступил Гарантийный фонд Курганской области. По неофициальной информации, как только деньги в размере 100 млн рублей были получены, их сразу вывели в Челябинск, а предприятие закрыли. Собственники при этом, предположительно, заранее знали, что отдавать его никто не будет.
В июне 2015 года с заявлением о признании ООО «Мясокомбинат Белый Яр» банкротом в Арбитражный суд обратилось ООО «КПС-Урал», которое просило также включить в реестр требований кредиторов задолженность в размере 505948 руб. 92 коп. 25 июня 2015 года Арбитражный суд Курганской области рассмотрел дело № А34-3465/2015, принял заявление и назначил дело к судебному разбирательству 27 июля 2015 года. Затем произошла процессуальная замена кредитора ООО «КПС-Урал» на правопреемника Вадима Геннадьевича Трунова. Суд уже признал требования Трунова в сумме 505,9 тыс. рублей обоснованными и включил их в реестр. Ввёл в отношении Общества с ограниченной ответственностью «Мясокомбинат Белый Яр» процедуру банкротства — наблюдение сроком на четыре месяца, до 27 ноября 2015 года. Временным управляющим стал Евгений Валерьевич Бобрышев.
Всего к февралю 2016 года в реестре кредиторов — 133 организации. Общая сумма требований — 163,5 млн рублей. Самые большие долги у комбината были перед Россельхозбанком, который заявлял требования на 155 миллионов рублей.
8 февраля 2016 года принято решение о признании должника банкротом и открытии конкурсного производства. Конкурсный управляющий — Евгений Валерьевич Бобрышев. Определениями суда от 8 августа 2016 года, 6 февраля 2017 года, 7 августа 2017 года, 8 февраля 2018 года и 7 мая 2018 года срок конкурсного производства был продлён. 26 июля 2018 года производство по делу о несостоятельности (банкротстве) было приостановлено.
14 марта 2019 года было возобновлено производство по делу о несостоятельности (банкротстве).
16 мая 2019 года — прекращение деятельности юридического лица ООО «Мясокомбинат Белый Яр», в связи с его ликвидацией на основании определения арбитражного суда о завершении конкурсного производства.

## Продукция
Мясокомбинат выпускал: вареные колбасы; копченые, полукопченые и варёно-копчёные колбасы; ветчины; сосиски, сардельки; сырокопченые и жареные колбасы; ливерные колбасы; паштеты; шпик; заливные блюда; полуфабрикаты (пельмени, манты, котлеты).

## Награды
- Победитель конкурса «100 лучших товаров России»
- Предприятию в числе первых предоставлено право маркировать свою продукцию знаком «Зауральское качество», май 2008 года[12].
- Победитель российских региональных конкурсов качества